# Jacques de Rue
Jacques de Rue o Jacquet de Rue o Santiago de Rúa, (??-Les Halles, 21 de junio de 1378) fue ujier de armas (1361-1366) y chambelán (1369-1378) de Carlos II de Navarra ejecutado en 1378.

## Biografía
Con la plena confianza de Carlos II de Navarra, Jacques de Rue llevó a cabo varias misiones delicadas para su maestro. Por ejemplo, fue una de las personas que participaron en la liberación de Carlos II de la prisión de Arleux (9 de noviembre de 1357).

## A Castilla con el infante Carlos
Fue el responsable de acompañar al infante Carlos a Castilla a su boda en Soria (27 de mayo de 1375) y cuando volvió a Castilla (1377) así como en su posterior viaje a Francia (1378).

## Acusación y ejecución
Fue uno de los detenidos el 25 de marzo de 1378. Fue sometido a dos interrogatorios, uno en Corbeil y otro en Châtelet. Declaró, bajo tortura, sobre las diversas alianzas realizadas por el rey de Navarra con Inglaterra así como sobre los dos intentos de envenenamiento de la persona de Carlos V de Francia, uno en 1370 y el otro en 1378.
El 16 de junio de 1378, Jacques de Rue y otros cómplices del rey de Navarra, incluido Pierre du Tertre, comparecieron ante la Gran Cámara del Parlamento de París. Los acusados supuestamente confesaron una vez más los crímenes del rey de Navarra. Jacques de Rue y Pierre du Tertre fueron condenados a muerte y decapitados en Les Halles. Sus cabezas fueron colocadas en una pica y permanecieron en Les Halles. Sus cuerpos fueron desmembrados y colgados en la horca de Montfaucon. Los brazos y piernas, por su parte, fueron exhibidos en las ocho horcas instaladas en las puertas principales de París.